# 曼塞拉島
39°53′26″S 73°23′36″W / 39.89056°S 73.39333°W
曼塞拉島（Isla Mancera）是智利南部的島嶼，位於河大區的瓦爾迪維亞河（Valdivia River）河口，島上最高點89米，該島北部和東北部是佈滿岩石和貝殼的海灘，南部和東部海岸有泳灘和度假村，2002年島上有53人居住。